# Felice Natalino
Felice Natalino (Lamezia Terme, 24 de março de 1992) é um ex-futebolista italiano que atuava como defensor (era zagueiro ou lateral-direito).
Revelado nas categorias de base do Crotone, nunca atuou pela equipe principal, mas foi bastante observado pela Internazionale, que o contratou em 2010.
Atuou pelas seleções italianas sub-16 (9 jogos), sub-17 (21 jogos), sub-18 (6 jogos) e sub-19 (7 jogos) disputando os campeonatos europeus e mundial da modalidade.
Estreou no Campeonato Italiano de Futebol no dia 28 de novembro de 2010, no jogo da Internazionale contra o Parma, ao entrar no lugar de Davide Santon.
Por falta de espaço no elenco nerazzurri, Natalino foi emprestado ao Verona em 2011, mas não entrou em campo nenhuma vez. No ano seguinte, a Internazionale liberou o atleta novamente por empréstimo, desta vez ao Crotone, realizando uma partida, sua primeira - e única - como atleta profissional na equipe calabresa. Voltaria à Inter ainda em 2012, mas não constava nos planos do time para o restante da temporada.

## Final prematuro da carreira
Em fevereiro de 2013, Natalino sofre um ataque cardíaco e é levado ao hospital San Raffaele de Milão. Exames detectaram uma grave arritmia cardíaca no jogador, que teve de ser submetido a uma cirurgia. Ao contrário de seu então companheiro de equipe na Inter, Antonio Cassano, que também passara pelo mesmo problema e foi liberado para atuar normalmente, Natalino acabou impedido de defender a equipe por cinco meses.
Após ouvir dos médicos que não teria condições de jogar, foi obrigado a se aposentar de forma prematura do futebol, com apenas 21 anos. Pouco depois, Natalino disse que sofria de cardiomiopatia arritmogênica, a mesma doença que matou o meio-campista Piermario Morosini, em abril de 2012.